# Podlasie (Hajnówka)
Osiedle Podlasie – dzielnica Hajnówki. W 1992 roku wybudowano tam 4 bloki o łącznej powierzchni użytkowej 6 477 m².

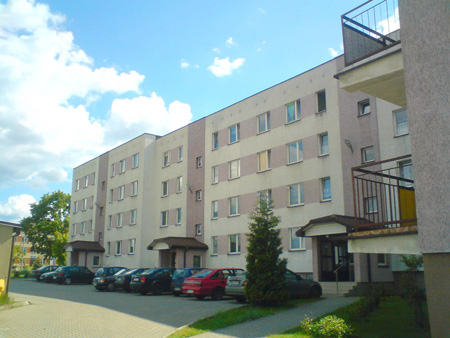
Osiedle Podlasie – bloki

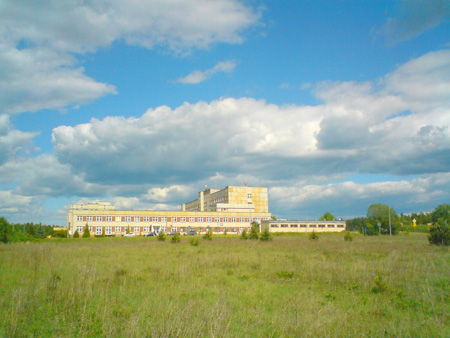
Szpital

## Historia
Osiedle powstałe na początku lat 80. XX wieku, lecz rozbudowane dopiero po 1986 roku, gdy rozpoczęła się tu budowa szpitala (1986-1997). Obok szpitala wybudowano dwa bloki, które pierwotnie miały być przekazane personelowi szpitala. Bloki do połowy lat 90. stały bezużyteczne w stanie surowym, po tym okresie mieszkania w blokach sprzedano osobom indywidualnym. W następnych latach dobudowano tu kolejne bloki.

## Ulice
Dr. T. Rakowieckiego, Lipowa, Gęsia, Kacza, Bociania, Czajki, Gołębia, Podlasie, Żabia

## Obiekty
- Szpital im. lek. med. Włodzimierza Mantiuka – ul. Lipowa 190
- Sala Królestwa Świadków Jehowy – ul. Żabia 7[1]